# ويليام ن. سمول
ويليام ن. سمول (بالإنجليزية: William N. Small)‏ هو ضابط أمريكي، ولد في 22 فبراير 1927 في ليتل روك في الولايات المتحدة، وتوفي في 9 ديسمبر 2016 في فرجينيا بيتش في الولايات المتحدة.